# Sanktuarium w Sławsku Wielkim
Sanktuarium w Sławsku Wielkim – stanowisko archeologiczne, relikty kompleksu świątyń pogańskich z grobami zwierząt ofiarnych odnaleziony w Sławsku Wielkim niedaleko Kruszwicy (powiat inowrocławski, województwo kujawsko-pomorskie). Jest to historyczne pogranicze Wielkopolski i Kujaw.
Sanktuarium z okresu wpływów rzymskich zostało odkryte w 1993, podczas prac wykopaliskowych związanych z budową polskiego odcinka gazociągu jamalskiego. Kompleks pochodzi z I wieku p.n.e. W jego centralnym punkcie stała niewielka świątynia na rzucie prostokąta, która była wydzielona od otoczenia ogrodzeniem (wykryto obecność czterech kolejnych budowli). Dach tego obiektu wspierał się na kolumnadzie drewnianych słupów. W centrum stał kolisty ołtarz. W pobliżu świątyni odnaleziono pochówki zwierząt ofiarnych, w tym dobrze zachowany szkielet psa. Natrafiono również na krążki ceramiczne oraz kamienie o nietypowych kształtach. W jamie grobowej odkopano ponadto nietypowo położony szkielet człowieka, z prawą nogą założoną na lewą, najprawdopodobniej także złożonego w ofierze.